# آریولاسافت
آریولاسافت (انگلیسی: Ariolasoft) شرکت بازی ویدئویی آلمانی است، که در سال ۱۹۸۳ تأسیس شد.